# Proverbi in rima del saggio Salomone, re d'Israele
I proverbi in rima del saggio Salomone, re d'Israele (in spagnolo: Proverbios en rimo del sabio Salomón, rey de Israel) è un poema del XIV secolo appartenente al mester del clero.
Costituisce un testo aforistico scritto in una cornice di versi alessandrini piuttosto irregolari e riprende la dottrina del libro filosofico della Bibbia noto come Qoelet, sebbene sia supportato anche da altre fonti bibliche. Ha il sottotitolo di Tracta o fabla de la recordança de la muerte e menospreciamento del mundo. Il suo tono è sobrio, serio e austero, con un atteggiamento disincantato, come il suo modello, e contiene allusioni alla situazione sociale del suo secolo.
Il testo è stato curato da Pascual de Gayangos e Enrique de Vedia nel XIX secolo, nelle appendici della traduzione intitolata Historia de la literatura española di George Ticknor (Madrid, 1851, vol. I). Come Rafael de Floranes, attribuiscono il testo al cancelliere Pero López de Ayala per somiglianze di stile e metro. Successivamente è stato curato da Antonio Paz y Meliá (Madrid, 1892), Charles E. Kany (Madrid, 1925) e Brian Dutton.